# Palicourea montensis
Palicourea montensis är en måreväxtart som beskrevs av John Duncan Dwyer. Palicourea montensis ingår i släktet Palicourea och familjen måreväxter.
Artens utbredningsområde är Panamá. Inga underarter finns listade i Catalogue of Life.